# Gauliga Hamburg
La Gauliga Hamburg fue la liga de fútbol más importante de Hamburgo entre 1942 y 1945 durante el periodo de la Alemania Nazi.

## Historia
La liga fue creada en 1942 luego de que la Gauliga Nordmark se dividiera en tres Gauligas separadas. En su temporada inaugural contó con la participación de 10 equipos de la provincia de Hamburgo, los cuales se enfrentaban todos contra todos a visita recíproca, en donde el campeón clasifica a la fase nacional de la Gauliga y los últimos tres lugares descendían de categoría.
La liga contó con campeones distintos a lo largo de su existencia, con la curiosidad de que fue la única Gauliga que terminó la temporada 1944/45, justo antes de que se diera el colapso de la Alemania Nazi, y lo que facilitó la culminación de la temporada es que al ser solo una ciudad la que conformaba la liga, no se presentaron problemas de transporte como en las otras a causa de la guerra.
De los participantes en la etapa nacional fue el Luftwaffen-SV Hamburg el que tuvo más éxito debido a que llegó a la final nacional de copa en 1943 y un año después llegó a la final nacional de la Gauliga, perdiendo ambas.

## Equipos Fundadores
Estos fueron los diez equipos que disputaron la temporada inaugural de la liga en 1942/43:
| - SC Victoria Hamburg - Hamburger SV - FC Altona 93 - FC St. Pauli - FV Wilhelmsburg 09 | - Eimsbütteler TV - Polizei SV Hamburg - SC Sperber Hamburg - Viktoria Wilhelmsburg - SG Barmbek |

## Lista de Campeones
| Temporada | Campeón               | Finalista    |
| --------- | --------------------- | ------------ |
| 1942-43   | SC Victoria Hamburg   | Hamburger SV |
| 1943-44   | Luftwaffen-SV Hamburg | Hamburger SV |
| 1944-45   | Hamburger SV          | FC Altona 93 |

## Posiciones Finales 1942-45
| Club                  | 1943 | 1944 | 1945 |
| --------------------- | ---- | ---- | ---- |
| SC Victoria Hamburg   | 1    | 3    | 4    |
| Hamburger SV          | 2    | 2    | 1    |
| FC Altona 93          | 3    | 4    | 2    |
| FC St. Pauli          | 4    | 7    | 5    |
| FV Wilhelmsburg 09    | 5    | 8    |      |
| Eimsbütteler TV       | 6    | 5    | 9    |
| Polizei SV Hamburg    | 7    |      | 10   |
| SC Sperber Hamburg    | 8    | 9    |      |
| Viktoria Wilhelmsburg | 9    |      | 8    |
| SG Barmbek            | 10   |      | 6    |
| LSV Hamburg           |      | 1    | 3    |
| Komet Hamburg         |      | 6    | 7    |
| HEBC/Sport            |      | 10   |      |